# アウヴァーロ・ルイス・マイオル・ジ・アキノ
アウヴァーロ（Álvaro）ことアウヴァーロ・ルイス・マイオル・ジ・アキノ（ポルトガル語: Álvaro Luiz Maior de Aquino、1977年11月1日 - ）は、ブラジル出身の元サッカー選手。現役時代のポジションはDF。

## クラブ歴
ニロポリスに生まれ、サンパウロFCで選手デビューすると早くも頭角を現した。2000年にスペインのUDラス・パルマスに移籍。しかしラス・パルマス在籍中に欧州連合の国籍を偽造した事が発覚、有罪となり、2001-02シーズンの数ヶ月を欠場した。2003年夏にレアル・サラゴサに移籍すると同シーズンのコパ・デル・レイで優勝した。移籍後初得点は同年11月2日に行われたRCDエスパニョール戦であった。2006年夏にレバンテUDに移籍。この時は2008年1月までの契約でプレミアリーグのニューカッスル・ユナイテッドFCに300万ポンドで移籍するとも囁かれていたが、これは実現しなかった。2008年6月にレバンテの降格及び財政危機によって放出され、ブラジルに戻ってSCインテルナシオナルに加入。翌年はCRフラメンゴに在籍した。その後は国内のクラブを転々とした。

## タイトル
レアル・サラゴサ
- コパ・デル・レイ: 2003-04
- スーペルコパ・デ・エスパーニャ: 2004

インテルナシオナル
- コパ・スダメリカーナ: 2008
- カンピオナート・ガウショ: 2009

フラメンゴ
- カンピオナート・ブラジレイロ・セリエA: 2009